# Akaybeh

Akaybeh (arabe : العقيبة) est un village libanais situé dans le caza du Kesrouan au Mont-Liban au Liban. La population est presque exclusivement chrétienne du rite Maronite.

## Géographie
La municipalité se situe à 29 km au nord de la capitale, Beyrouth. Située en bord de mer, sa superficie est d'environ 1,5 km².

## Indicateurs socio-économiques
Il existe deux écoles,Collège Saint Jean et Ecole primaire Mère de Lumiere. Mais, il n'y a aucune hopital à Akaybeh.
Néanmoins, on y dénombre 13 entreprises de plus de 5 employés.